# Колещатовка
Колещатовка — село в Кантемировском районе Воронежской области России, находящееся в 18 км от Бугаевки. 
Входит в состав Бугаевского сельского поселения.
Самый южный населённый пункт области и всего Центрального федерального округа.

## География

### Улицы
- ул. Ленина,
- ул. Южная.

## История
Возникло в конце 1760-х годов. Основано крестьянином села Бугаевки Михаилом Колещатым. От него и получило своё название. В 1774 году здесь было 34 двора.  
По данным  1880 года   
- Колещатовка — бывшая государственная слобода, 1256 человек, 180 дворов, православная церковь, 19 ветряных мельниц.

В 1900 году было около сотни хозяйств и проживало 800 человек. На 1995 год в селе 166 дворов и 486 жителей, имеется сельский клуб и магазин. 
В советское время в селе образовано было 3 колхоза. Один из них назывался "Колхоз имени Ленина", первым председателем которого односельчане выбрали Белоконева Василия Ефимовича. Перед войной, в мае 1941 года, Белоконев В.Е. был направлен в Краснодарский край для работы по партийной линии. Там участвовал в местном подполье.  В настоящее время колхоз разрушен. 
По состоянию на 2010 год, в Колещатовке проживает 308 человек.